# Kostel svatého Jiří (Panenský Týnec)
Kostel svatého Jiří v Panenském Týnci je římskokatolický filiální kostel ve zlonické farnosti v okrese Louny. Je chráněn jako kulturní památka.

## Historie
Farní kostel je Panenském Týnci zmiňován v roce 1393. Dochovaný kostel byl postaven v barokním slohu po roce 1722, ale jeho východní část pochází až z devatenáctého století. Další úpravy proběhly roku 1904.

## Stavební podoba
Jednolodní kostel má polokruhově zakončený presbytář. Z bočních stran k lodi přiléhají sakristie s oratoří v patře a kaple. Průčelí je zdůrazněné dvojicemi pilastrů a štítem s trojúhelníkovým nástavcem. Nad vstupním portálem se nachází okno a další kruhové okno je ve štítu. Fasády ostatních zdí s výjimkou presbytáře jsou členěné pilastry a okny. Uvnitř je loď zaklenutá dvěma poli plackové klenby zdobené neorokokovými malbami. Na východní části klenby je žerotínský a herbersteinský erb. Presbytář je od lodi oddělen polokruhovým vítězným obloukem a zaklenutý třemi kápěmi. Ve vstupní kapli a oratoři, která se do lodi otevírá obloukem, byla použita placková klenba.

## Vybavení
Hlavní barokní oltář s rokajovou výzdobou byl upraven v devatenáctém století. Zdobí ho barokní sochy svatého Vavřince a svatého Floriána a dva malé barokní obrazy. Obraz svatého Jiří je novodobý. Stěny jsou zdobené obrazy svatého Vavřince a svatého Floriána z osmnáctého století, obrazem svatého Jana Nepomuckého v rokokovém rámu ze druhé poloviny osmnáctého století a obrazy svatého Izidora a svaté Notburgy z devatenáctého století. K vybavení patří kazatelna z devatenáctého století, cínová křtitelnice a další předměty a sochy.